# Eugène Simonis
Louis Eugène Simonis (Luik, 11 juli 1810 – Koekelberg, 11 juli 1882) was een Belgisch beeldhouwer.

## Leven en werk
Simonis was een zoon van een mandenmaker. Hij studeerde aan de Luikse École de Dessin (de latere Academie) onder François-Joseph Dewandre. In 1828 won hij de Prijs van de Fonation d'Archis. Als negentienjarige vertrok hij naar Italië, om in Bologne en Rome zijn studie voort te zetten. Hij werkte er op de ateliers van Mathieu Kessels en Carlo Finelli. Weer terug in België werd hij leraar aan de Luikse Academie. Hij verhuisde later naar Brussel, waar hij leraar (1863-overlijden) en directeur (1863-1877) werd aan de Koninklijke Academie. Tot zijn leerlingen behoorden Isidore De Rudder, Albert Desenfans, Constant Devreese, Godefroid Devreese, Julien Dillens, Paul Du Bois, Hendrik Pickery, Charles Samuel en Thomas Vinçotte.
In 1851 werd Simonis benoemd tot officier in de Leopoldsorde. Hij overleed in 1882, op zijn 72e verjaardag. Het plein in Brussel waar Simonis zijn atelier had, kreeg de naam Eugène Simonisplein. Ook een metrostation (1982) draagt zijn naam. In 2007 werd op het Simonisplein een kunstwerk onthuld van Annie Jungers. Aan het beeld is een door Simonis gemaakt borstbeeld toegevoegd.

## Enkele werken
- standbeeld van Simon Stevin (1846) op het Simon Stevinplein in Brugge
- marmeren cenotaaf van Petrus Jozef Triest (1846) in de Kathedraal van Sint-Michiel en Sint-Goedele in Brussel.
- ruiterstandbeeld Godfried van Bouillon (1848), Koningsplein, Brussel.
- bas-reliëf Harmonie van de Menselijke Hartstochten(1853) op fronton van de Koninklijke Muntschouwburg in Brussel.
- boogreliëfs met Schelde-Seine en Maas-Rijn (1862) voor het oude Noordstation (nu in resp. metrostation Simonis en de École d'Horticulture in Luik)
- Leopold I van België (1875), bij het station van Bergen
- standbeeld van André Dumont (1886) in Luik.
- standbeeld van koning Leopold I bij het station in Bergen.
- sculpturen voor de Congreskolom in Brussel, waaronder een aantal leeuwen. Het beeld van koning Leopold I boven op de zuil werd echter gemaakt door Willem Geefs.
- monument voor Walthère Frère-Orban in Luik

## Galerij

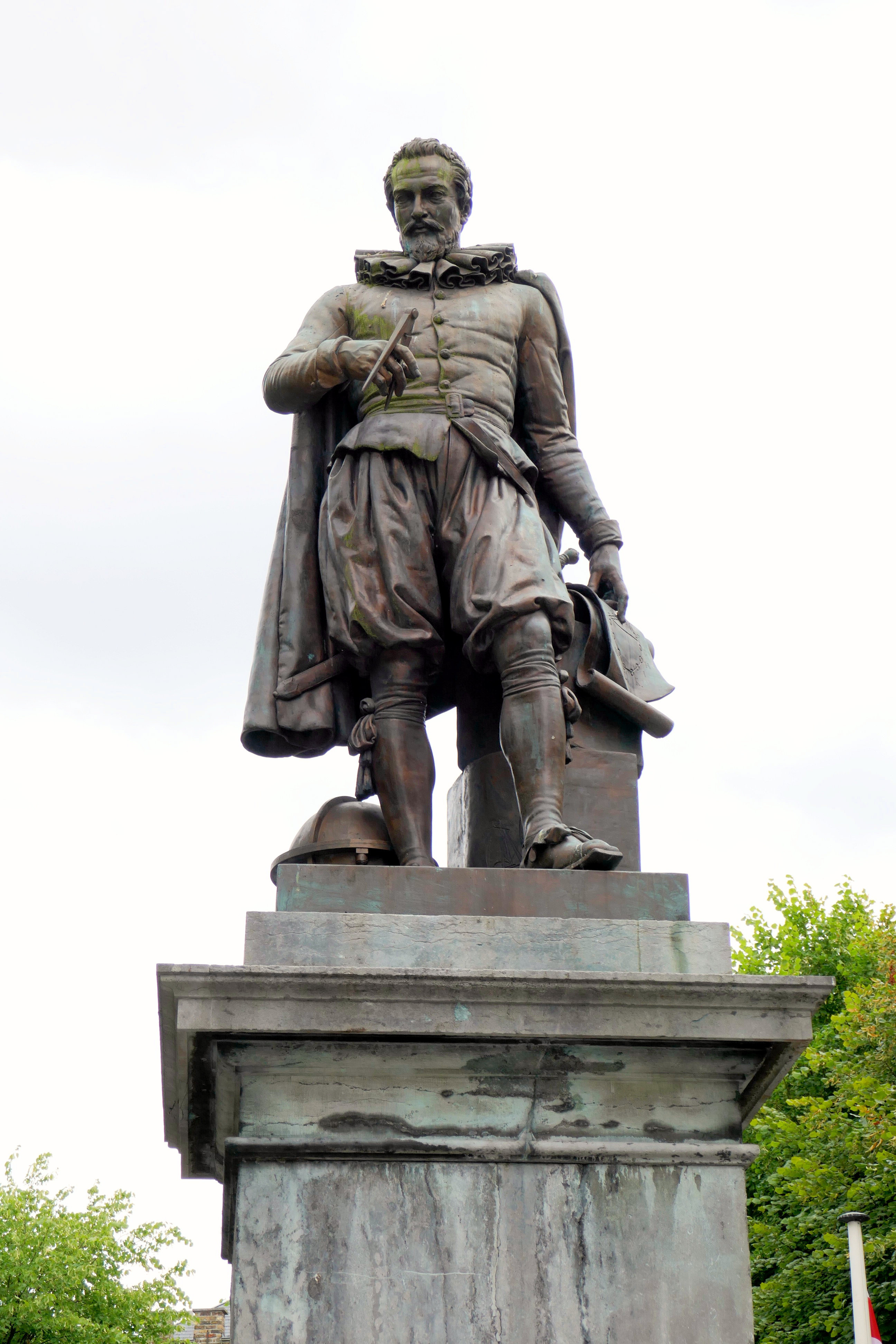
Simon Stevin (1846), Brugge
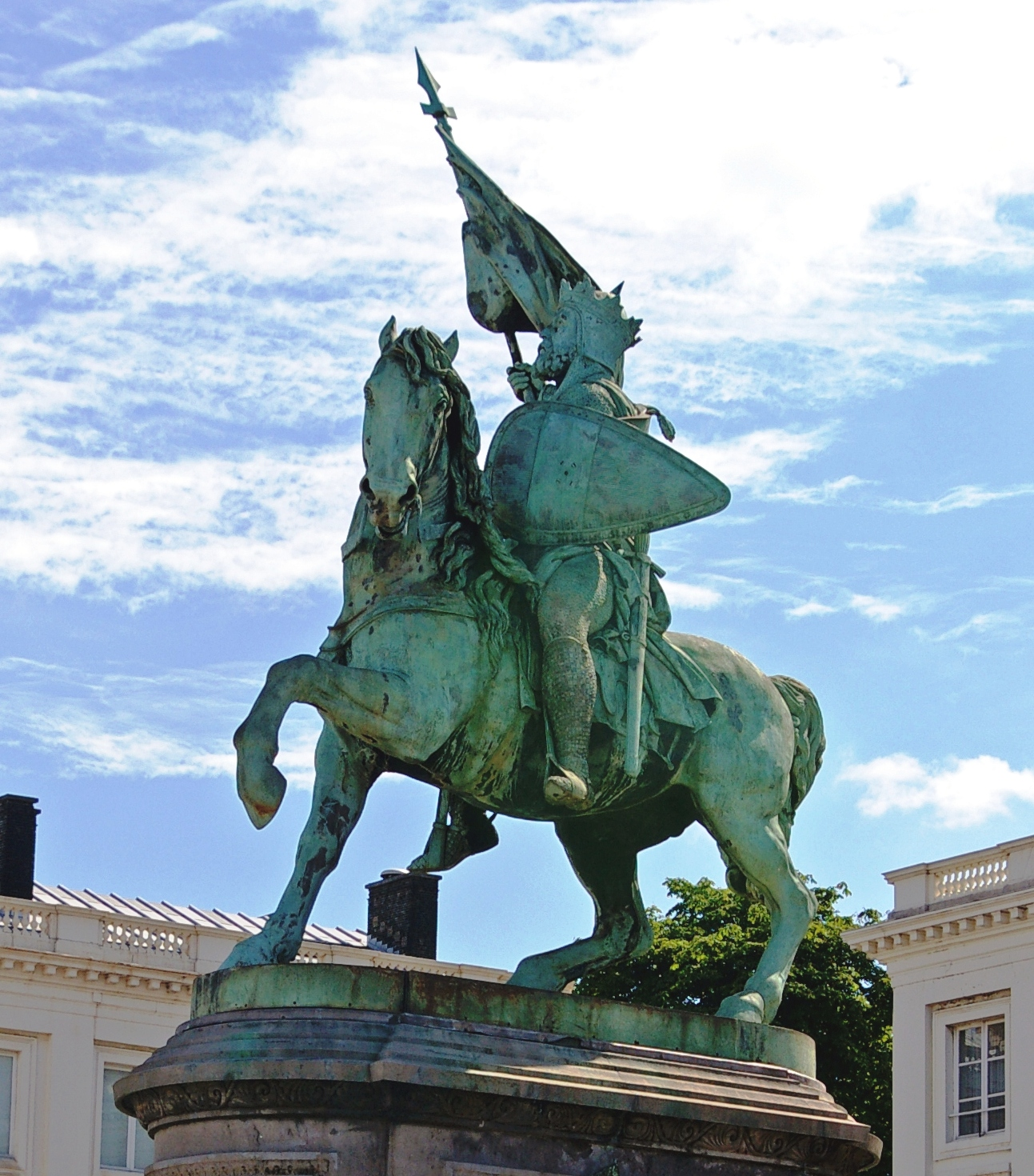
Godfried van Bouillon (1848), Brussel
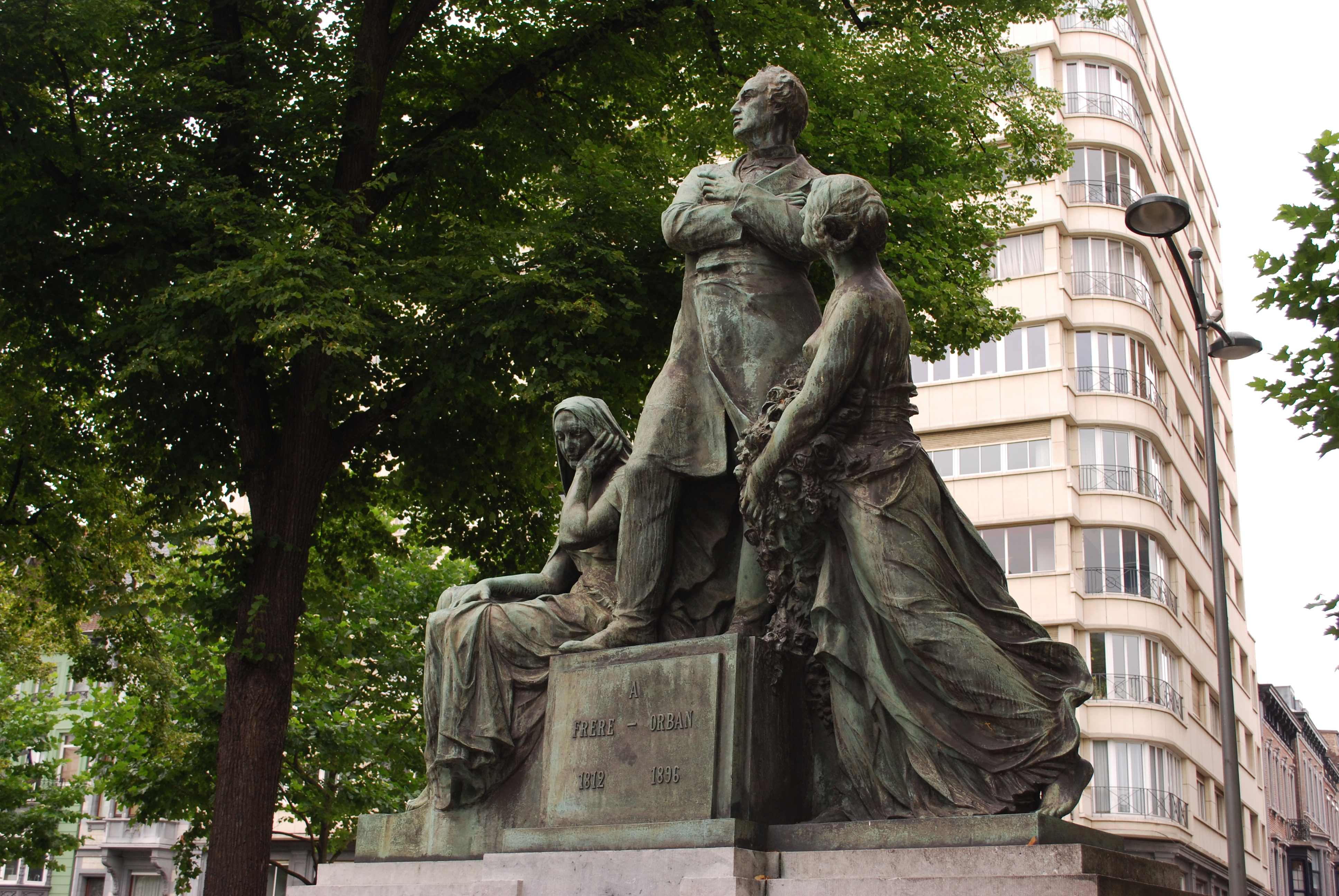
Walthère Frère-Orban, Luik